# Mihael IV. Paflagonac
Mihael IV. Paflagonac (grč. Μιχαὴλ Παφλαγών, Mikhaḕl Paphlagṓn) (? – Carigrad, 9. ili 10. prosinca 1041.), bizantski car od 1034. do 1041. godine.
Bio je porijeklom iz siromašne obitelji iz Paflagonije. Na dvor ga je doveo njegov brat, utjecajan dvorski eunuh Ivan Orfanotrof. Na vlast je došao 1034. godine, ženidbom za mnogo stariju caricu Zoe, udovicu cara Romana III. Argira.
Oko 1037. godine sklopio je povoljan mirovni ugovor s Fatimidskim Kalifatom u Egiptu po kojem je dobio pravo obnove crkve sv. Groba u Jeruzalemu, a vjerojatno i pravo imenovanja jeruzalemskog patrijarha. Iste godine je nakratko osvojio Messinu, a tri godine kasnije osvojio je Sirakuzu na Siciliji. Neuspješno je ratovao protiv Duklje, ali je uspješno skršio protubizantske ustanke u Bugarskoj pod vodstvom Petra Deljana. Nakon rata protiv Bugarske, odstupio je s prijestolja zbog epilepsije i povukao se u samostan sv. Kuzme i Damjana.